# Adolpho Bloch
Adolpho Bloch GCIH, nascut Avram Yossievitch Bloch (en ucraïnès: Аврам Йоссійович Блох; en rus: Аврам Йосиевич Блох) (Jitomir, Imperi Rus, 8 d'octubre de 1908 — São Paulo, 19 de novembre de 1995) i, en ocasions, escrit Adolfo Bloch; va ser un dels més importants empresaris de la premsa i televisió brasilera. Fundador del grup de mitjans de comunicació que duia el seu cognom, va ser el creador de la revista setmanal Manchete, el 1952, i va fundar Rádio Manchete (1980) i l'emissora de televisió Rede Manchete (1983), avui extintes.
Era parent de l'escriptor Pedro Bloch, l'actor Jonas Bloch i l'actriu Débora Bloch.

## Biografia
La família Bloch era d'origen jueu. Van patir fam i repressió en l'època de la Revolució Russa. El 1917, Adolpho Bloch i disset familiars van deixar la seva localitat natal, Jitomir, per viure en Kíiv. El 1921, va haver de deixar definitivament Ucraïna. Després d'una escala de nou mesos a Nàpols; van poder partir cap al Brasil, arribant a Rio de Janeiro l'any 1922.
Els Bloch havien treballat en el ram de la impremta, i en arribar al seu nou país van continuar en aquest sector. El seu primer treball va ser la impressió de paperetes pel popular jogo do bicho, una rifa il·legal. El 1931 va obtenir la nacionalitat brasilera.
Durant la dècada del 1940, Adolpho va treballar en l'editora Rio Gràfica, de Roberto Marinho. En aquella època, ja s'havia fet amic d'artistes i polítics, i freqüentava la zona bohemia de Rio. Allà es trobava el Gremi Recreatiu Familiar Kananga del Japó, on anava a ballar forró en les anomenades rodas de gafieira. Aquest lloc inspiraria la telenovel·la Kananga do Japão de 1989, de la qual Adolpho va ser-ne el creador.
El 26 d'abril de 1952, Adolfo Bloch va llançar el primer número de la revista Manchete, un setmanari d'àmbit nacional que va convertir-se en la més llegida del país. L'equip de la revista estava format per noms com Carlos Drummond de Andrade o Rubem Braga. A partir d'aquí, va engegar la construcció d'un dels majors imperis de mitjans de comunicació d'Amèrica Llatina, el Grupo Bloch.

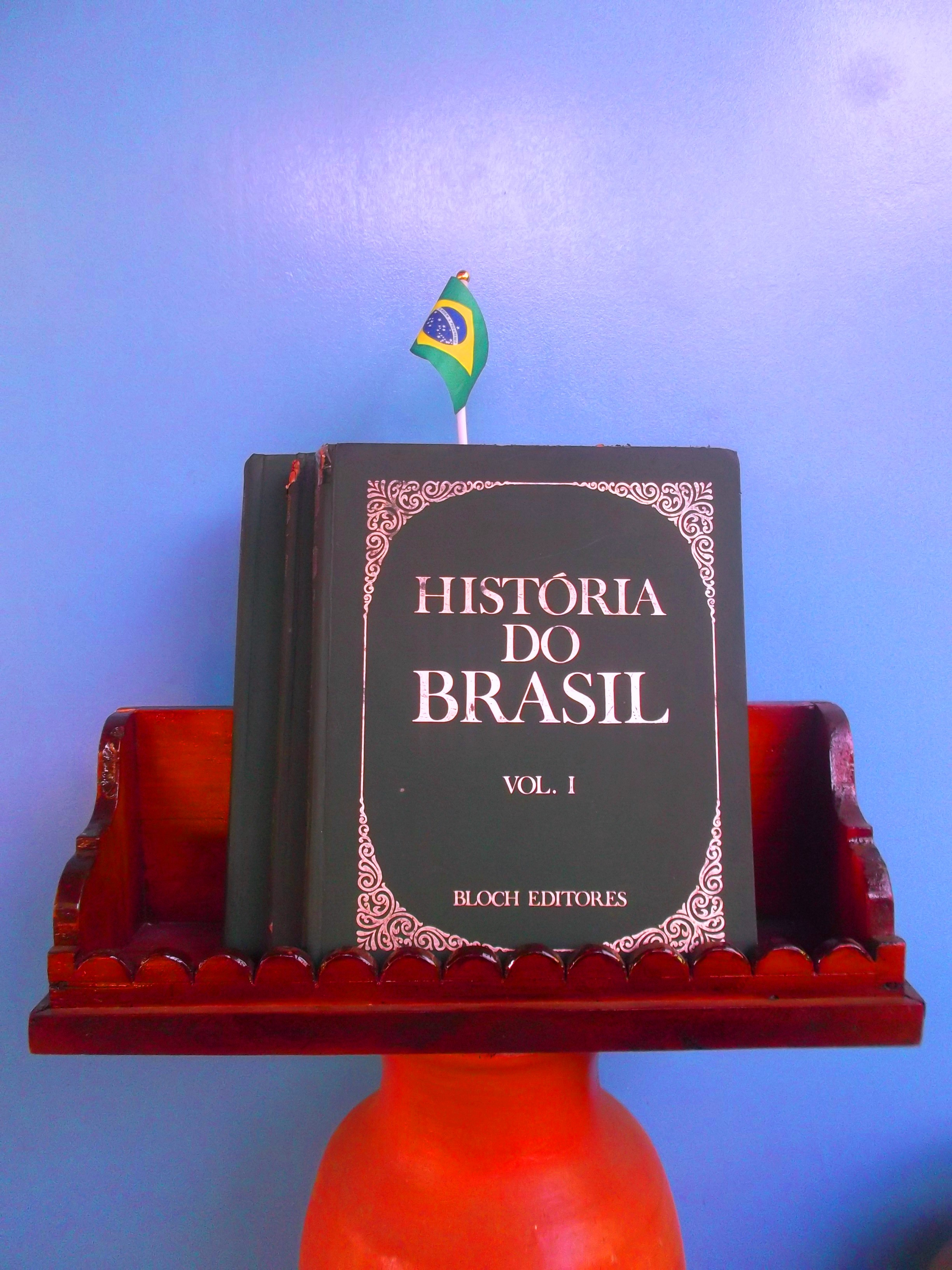
Col·lecció História do Brasil (Bloch Editores, 1972).

Des de la seva fundació fins a mitjans de la dècada de 1970, la Bloch Editores es trobava al carrer Frei Caneca, al centre de Rio. Llavors, la seva seu es traslladà al carrer Russel del barri de Glória (zona sud carioca). A més de la Manchete, també publicaven llibres i revistes dels més variats segments: Fatos e Fotos, Pais e Filhos, Desfile, Amiga o Sétimo Céu.
Entre les moltes amistats de Bloch, destacava la que va mantenir amb l'expresident Juscelino Kubitschek, que el considerava un amic molt proper. Quan JK va morir, el 1976, Adolpho va moure cel i terra per tal que el cos fos vetllat en l'edifici seu de l'editora.
Diferentment del que molts imaginen, ni ràdio ni televisió mai van despertar l'interès de l'empresari. No obstant, el 1980, amb la col·laboració del seu nebot Pedro Jack Kapeller, van ser llançades la Rede Manchete de Rádio FM, amb 5 emissores al país i la Rádio Manchete AM, a Rio de Janeiro.
També a inicis dels anys 80, Adolpho Bloch va crear un equip per desenvolupar el projecte d'una emissora de televisió. El 19 d'agost de 1981, el govern brasiler va concedir a Bloch quatre de les concessions que tenia l'antiga Rede Tupi (la primera emissora de TV de Llatinoamèrica, que va ser clausurada per fallida el 1980). Després de diversos ajornaments, la Manchete va iniciar les seves emissions el 5 de juny de 1983. Aquell mateix any, Bloch va comprar la Rádio Clube de Pará, que va romandre en les seves mans fins al 1992.
El novembre de 1995, Adolpho Bloch va ser ingressat en l'hospital Beneficência Portuguesa de São Paulo, per tractar dos problemes: embòlia pulmonar i disfunció de la pròtesi de la vàlvula mitral del cor. En la matinada del dia 19, el seu quadre es va agreujar i va necessitar una intervenció d'urgència, que no va poder superar. Seu Adolpho va morir als 87 anys, sense haver tingut fills. Deixava només l'esposa, Anna Bentes, amb qui vivia des de 1980, no havent oficialitzat el casament fins al 1992. El seu cos va ser vetllat a la seu de l'editorial, el mateix lloc que anys enrere havia acollit el fèretre del president Kubitschek.
Les empreses del conglomerat van passar a ser controlades pel seu nebot Pedro Jack Kapeller (conegut com Jaquito), que va restar al capdavant fins a l'any 2000, quan el Grupo Bloch va fer fallida i va dissoldre's.

## Guardons i homenatges

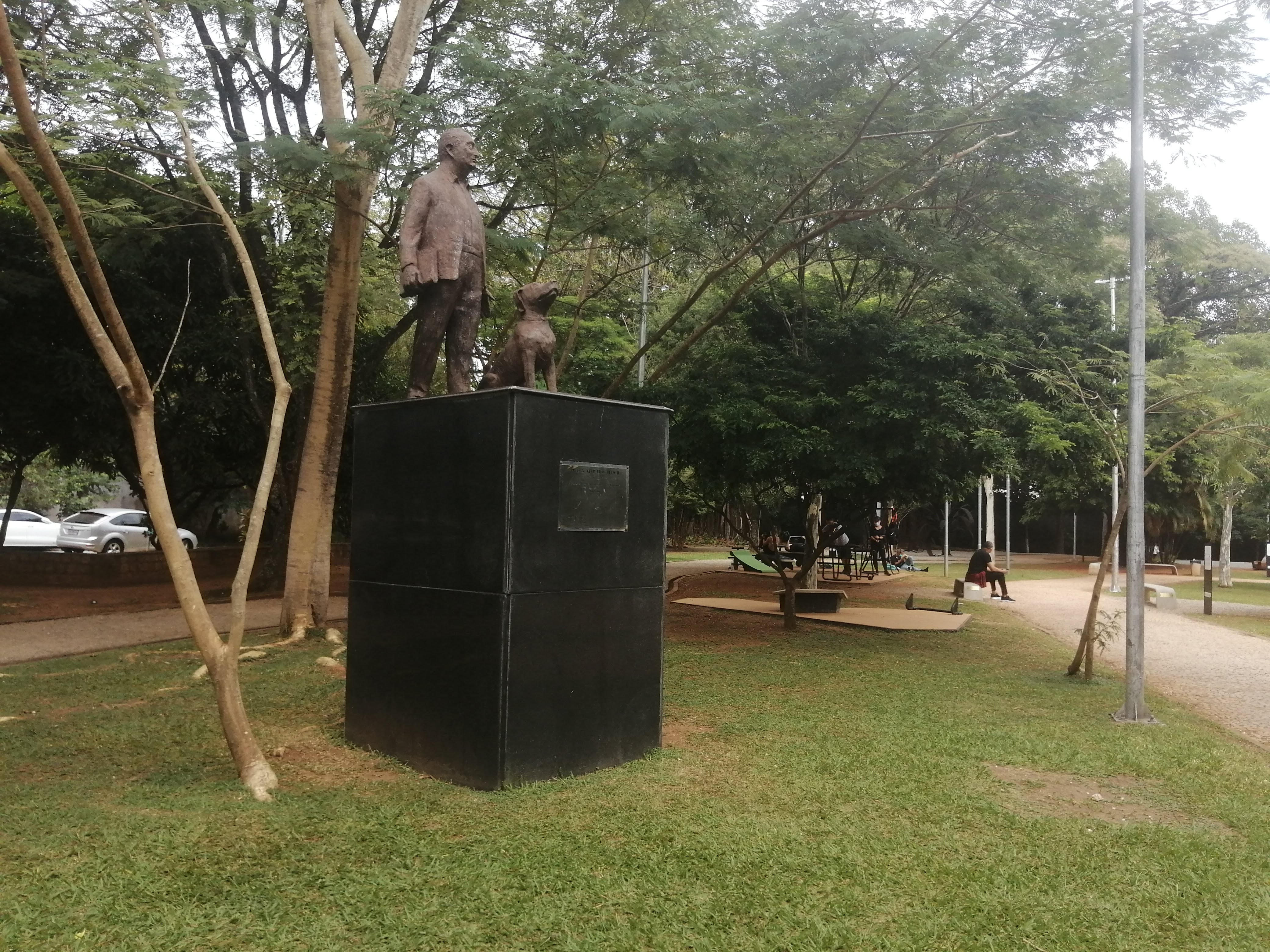
Estàtua d'Adolpho Bloch a la plaça homònima de São Paulo.

- El 26 de novembre de 1987 va ser condecorat amb la Gran-Creu de l'Ordre de l'Infant Dom Henrique de Portugal.[10]
- El 1996, un nou parc a la ciutat de São Paulo va ser batejat amb el nom de Praça Adolpho Bloch, on també s'hi troba una estàtua de l'empresari.[11]
- El 1998 es va inaugurar una Escola Tècnica amb el seu nom, localitzada en el barri del Maracanã, en Rio de Janeiro; convertint-se en l'única escola pública de comunicació d'Amèrica Llatina.[12]
- Adolpho Bloch va ser interpretat per l'actor Sérgio Viotti en la minisèrie JK, emesa el 2006.[13]